# Afrikanischer Vielstachler
Der Afrikanische Vielstachler (Polycentropsis abbreviata) ist einer von zwei bekannten Vertretern der Vielstachler in Afrika, deren systematische Stellung verschieden betrachtet wird.

## Merkmale
Das Erscheinungsbild entspricht dem eines typischen Naderbarschs. Afrikanische Vielstachler sind hochrückig, besitzen einen großen Kopf und ein großes Maul mit einer tief eingeschnittenen, sehr dehnbaren Maulspalte. Geschlechtsreife Exemplare erreichen Gesamtlängen zwischen sechs und acht Zentimeter. Wie alle Nanderbarsche verfügt auch diese Art über ein ausgeprägtes Farbwechselvermögen. Die meistens gescheckte Körperfärbung variiert Mischungen von einem dunklen Ockergelb über ein rötliches Braun bis fast zu reinem Schwarz. Innerhalb weniger Augenblicke können sich Farben und Zeichnungsmuster beliebig verändern, wodurch der Fisch auf rasch wechselnde Lichtverhältnisse blitzschnell reagieren und seine Tarnung aufrechterhalten kann. Lediglich drei dunkle Bänder, die vom Auge aus in Richtung Schnauzenspitze, zum Ansatz der Rückenflosse und zum unteren Kiemendeckelrand verlaufen, sind immer sichtbar. Die hartstrahligen Teile von Rücken- und Afterflosse sind deutlich gezackt. Mit Ausnahme der Brustflossen und dem weichstrahligen Teil der Rückenflosse, die jeweils transparent sind, setzt sich die Körperfärbung in den Flossen fort. Mit Ausnahme der beim Laichen deutlich sichtbaren Legeröhre der Weibchen ist kein weiteres äußeres Geschlechtsmerkmal bekannt.

## Ökologie
Die Kenntnisse über diesen tropischen Süßwasserfisch, seine Herkunft und Lebensweise sind spärlich. W. J. Ansorge brachte die ersten konservierten Exemplare von seiner Niger-Expedition nach England. Boulenger nannte in der Erstbeschreibung dieser Belege als Typuslokalität „Junction of Ethiop River and Jamieson River, Niger Delta“. Alle weiteren in Museen hinterlegten Afrikanischen Vielstachler stammen aus Nigeria, Gabun, Kamerun und Benin. Aber 1974 gab die Republik Burundi eine Briefmarkenserie mit einheimischen Fischarten heraus, von denen eine auch Polycentropsis abbreviata zeigt und 2004 erscheint die Art in einer Liste über Fische aus dem tropischen Regenwald Guineas. Das in der Literatur mit Westafrika umrissene Verbreitungsgebiet gibt den derzeit unvollkommenen Kenntnisstand wieder. Offenbar bewohnt die Art Ufer- und Überschwemmungszonen langsam fließender und stehender Gewässer in beschatteten Regenwaldbereichen. Dort lebt sie in der Vegetationszone und verbirgt sich zwischen Wasserpflanzen, Wurzeln oder Totholz. Als lauernde und plötzlich zustoßende Beutegreifer stehen durch ihre Körperfarbe gut getarnte Afrikanische Vielstachler in ihrer Deckung und bewegen sich nur sehr langsam mit kaum erkennbaren Flossenbewegungen. Wie ihr englischer Populärname „African Leaf-Fish“ (Afrikanischer Blattfisch) ausdrückt, ahmen die Fische ein senkrecht treibendes Blatt nach (Mimese). Ihre Nahrung, von der ein Bewegungsreiz ausgehen muss, besteht aus größeren Insektenlarven, Kleinkrebsen, Kaulquappen und anderen Fischen. Der Beuteerwerb erfolgt durch plötzliches Aufreißen des großen Maules, wodurch ein Unterdruck entsteht, der das Beutetier in das kräftig bezahnte Maul zieht.

## Fortpflanzung
Kenntnisse über das Fortpflanzungsverhalten beruhen ausschließlich auf wenigen Aquarienbeobachtungen. Männliche Afrikanische Vielstachler werben um fortpflanzungsbereite Weibchen, indem sie an der Unterseite von Wasserpflanzenblättern ein oder mehrere Schaumnester errichten. Hierzu verwenden sie ausschließlich an der Wasseroberfläche aufgenommene Luft, die sie unter den Blättern als feine Bläschen über die Kiemendeckel ausstoßen. Diese Luftbläschen werden nicht, wie es bei Labyrinthfischen der Fall ist, mit im Maul gebildetem Sekret ummantelt. Darum sind diese Nester nur kurz beständig und müssen laufend erneuert werden. Gelaicht wird nicht in diese ersten Schaumnester, sondern an die Unterseite eines nahe gelegenen anderen Blatts. Hierzu dreht sich das Weibchen nach kurzer Balz in Rückenlage und befestigt die Eier mit dem haftenden Pol an das Substrat. Nun stellt sich das Männchen in normaler Schwimmlage zitternd neben das Weibchen, wobei es Spermien ausstößt und zu den Eiern fächelt. Danach begibt sich auch das Weibchen wieder in seine normale Körperlage. Dieser Vorgang wiederholt sich verschieden oft, bis das Gelege aus zwischen 100 und 200 Eiern besteht und vollständig ist. Nun bettet das Männchen den Laich in Schaumblasen und bewacht und befächelt das Gelege allein. Die Larven schlüpfen nach etwa fünf Tagen und heften sich an Blätter im unmittelbaren Nestbereich. Nach weiteren 24 Stunden schwimmen sie frei. Haben sie das Nest verlassen, erlischt der Brutpflegetrieb des Männchens.

## Systematik
Ende des 19. Jahrhunderts brachte W. J. Ansorge von Expeditionen durch West- und Zentralafrika tausende botanische und zoologische Belege nach Europa. Aus der 1899 dem Britischen Museum für Naturgeschichte übergebenen Fischsammlung beschrieb Boulenger 1901 Polycentropsis abbreviata als Vertreter der Familie der Nanderbarsche (Nandidae). Synonymbeschreibungen erfolgten nicht. Ursprünglich umfassten die Nandidae sieben Gattungen barschartiger Süßwasserfische. 1967 gliederte Barlow die Blaubarsche in eine eigene Familie Badidae aus. Liem separierte 1970 die Sägeschuppenbarsche, für die Roberts 1989 die Familie Pristolepididae erstellte. Bei den Nandidae blieben die Gattungen Nandus, Afronandus, Polycentropsis, Polycentrus und Monocirrhus. Aufgrund einer 1997 von Britz veröffentlichten Arbeit über die Morphologie der Eier von Nanderbarschen, stellten sich ganz erhebliche Unterschiede heraus. Die 0,7 bis 0,8 mm kleinen Eier der nichtbrutpflegenden Nandus-Arten tragen das Haftorgan am animalen Eipol. Bei allen anderen Gattungen befinden sich die Haftorgane am vegetativen Pol der zwischen 1,1 und 1,8 mm großen Eier, wobei Monocirrhus insofern eine Sonderstellung einnimmt, als seine Eier an kurzen Stielen am Substrat kleben. Die Untersuchungen von Britz führten zu weiteren Erkenntnissen über die Polyphylie und zu einer erneuten Aufgliederung der Nandidae, die nun nur noch die süd- und südostasiatischen Nandus-Arten umfasst. Afronandus, Polycentropsis, Polycentrus und Monocirrhus bilden jetzt die Familie der afrikanischen und amerikanischen Vielstachler, die Polycentridae.

## Bedeutung für den Menschen
In Westafrika gehören Afrikanische Vielstachler mit einem geringen Anteil zur Ausbeute der dort üblichen Reusenfischerei. In der Süßwasseraquaristik spielt der 1906 von Hans Stüve erstmals lebend nach Europa eingeführte Fisch eine kleine Außenseiterrolle. Nur sehr wenige Spezialisten pflegen die unregelmäßig importierte Art, die darum auch nur sehr selten nachgezüchtet wurde.